# 索瓦尼亚克
索瓦尼亚克（法語：Sauvagnac，法語發音：[sovaɲak]）是法国夏朗德省的一个市镇，属于孔福朗区。

## 地理
索瓦尼亚克（45°44'56"N, 0°38'53"E）面积7.24 平方千米，位于法国新阿基坦大区夏朗德省，该省份为法国西部内陆省份，北起德塞夫勒省和维埃纳省，东临上维埃纳省，东南至多尔多涅省，南至多爾多涅省，西接滨海夏朗德省。
与索瓦尼亚克接壤的市镇（或旧市镇、城区）包括：勒兰杜瓦、马西尼亚克、鲁西讷、塔杜瓦尔河畔迈索奈、莱萨勒拉沃吉永。

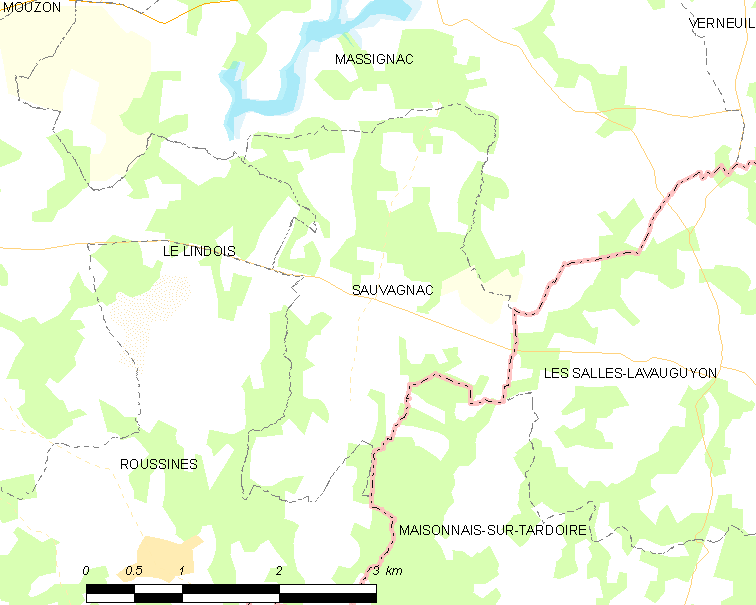
索瓦尼亚克的OSM定位图

索瓦尼亚克的时区为UTC+01:00、UTC+02:00（夏令时）。

## 行政
索瓦尼亚克的邮政编码为16310，INSEE市镇编码为16364。

## 政治
索瓦尼亚克所属的省级选区为夏朗德-博尼约尔县。

## 人口

1962-2008年间索瓦尼亚克人口变化图示

索瓦尼亚克于2022年1月1日时的人口数量为68人。